# Musette de cour
La musette de cour (o semplicemente musette) è la cornamusa francese.

## Storia e descrizione
In origine il termine era legato a un tipo di cornamusa tipica del centro della Francia (XII-XIII secolo).
Il termine ha preso in seguito altre connotazioni; attualmente con musette ci si riferisce a un tipo di danza d'origine popolare tipicamente francese nata presumibilmente a Parigi. Lo strumento e il ballo sono logicamente legati dal fatto che le prime danze musette venivano ballate al suono della cornamusa musette.
Compositori quali Bach e Mozart rielaborarono alcuni brani musette portandoli alla ribalta e gli stessi furono in seguito suonati con la fisarmonica, visto che la cornamusa era in quel periodo caduta in disuso. Le cornamuse di questo tipo vengono ancora costruite da maestri liutai francesi, olandesi, tedeschi e d'altri paesi che contornano la Francia.
Il suono degli attuali strumenti è molto caldo, pulito, discreto e si accompagna bene con chitarra, organetto diatonico e violino.